# Shaul Guerrero
Shaul Marie Guerrero (nascida em 14 de outubro de 1990), é uma lutadora profissional de luta-livre estadunidense, manager,  cantora, modelo, descendente da família guerrero. É conhecida por sua passagem na FCW e no programa NXT, sob o ring name Raquel Diaz.

## Carreira

### Florida Championship Wrestling (2010 – 2014)
Em 26 outubro de 2010, Guerrero assinou um contrato de desenvolvimento com a World Wrestling Entertainment (WWE), ela foi designada para a Florida Championship Wrestling (FCW), território de desenvolvimento da WWE. Ela fez sua estreia em dezembro de 2010, quando surgiu no ringue durante uma luta valendo o FCW Divas Championship, entre AJ Lee e Naomi Night. Ela fez sua luta de estreia em 11 de fevereiro de 2011, em Gainesville, Flórida, sob o ring name "Raquel Diaz", em parceria com Naomi sendo derrotadas por AJ Lee e Aksana, após a luta mãe de Diaz, Vickie Guerrero apareceu e ajudou Diaz e Naomi contra a Gerente Geral, Maxine. Ela atuou como manager de Alexandre Rusev, antes de ingressar na stable The Ascension, com Conor O'Brian, Kenneth Cameron e Tito Colón, ela gerenciou todos da stable. Em 11 novembro durante as gravações da FCW TV, Diaz se uniu a Caylee Turner e Leah West em uma Six-Divas Tag Team Match contra Cameron Lynn, Sofia Cortez e Audrey Marie, mas foram derrotadas, após Lynn fazer o pin em West.
Na edição da FCW TV de 17 de novembro de 2011, Diaz derrotou Aksana com um gory bomb para se tornar a nova Queen of FCW. Na edição da FCW TV de 15 de dezembro, Diaz derrotou Audrey Marie para ganhar o FCW Divas Championship pela primeira vez, tendo o cinturão e a coroa ao mesmo tempo. No episódio de 2 de fevereiro, Diaz foi desafiada por Audrey Marie e Sofia Cortez, em uma triple threat match. Na edição da FCW TV de 5 de fevereiro de 2012, Diaz se uniu com Sofia Cortez, e foram derrotadas por Audrey Marie e Kaitlyn. No episódio da FCW TV de 04 março, Diaz foi novamente desafiada por Marie e Cortez, em uma triple threat match pelo título, mas não foram bem sucedidas. Em 15 de março, Raquel Diaz foi novamente desafia por Audrey Marie pelo título, mas foi novamente derrotada e mais tarde na mesma noite, a Gerente Geral da FCW Summer Rae desativou a Queen of FCW, deixando Raquel Diaz como a última campeã, com seu reinado terminando em 119 dias. Na edição da FCW TV de 1 de abril, Diaz foi vista conversando com a gerente geral, Summer Rae.
Em 8 de abril, Diaz foi atacada por Audrey Marie durante uma mixed tag team match. Na edição da FCW TV de 15 de abril, Diaz derrotou Audrey Marie para manter o FCW Divas Championship, depois que ela fez o schoolgirl roll-up em Marie. Em 6 de maio, Paige fez o pin em Diaz em uma triple treat match que envolveu também Audrey Marie.
Na edição da FCW TV de 27 de maio, Paige desafiou Diaz em uma Divas Championship match, Diaz manteve o cintuão após Paige ser desqualificada, por atacar Marie com uma cadeira. Em 21 de junho, Raquel se tornou a FCW Divas Champion com o mais longo reinado na história, quebrando recorde anterior de Naomi Knight de 189 dias.

### NXT (2012 - Presente)
Em julho de 2012, Diaz estreou no primeiro episódio da sexta temporada do NXT, gravado na Full Sail University, onde derrotou Paige.

## Vida pessoal
Shaul é a filha mais velha de Eddie e Vickie Guerrero. Shaul tem uma irmã mais nova chamada Sherilyn Amber Guerrero e uma meia-irmã chamada Kaylie Marie Guerrero. Guerrero tem uma tatuagem de estrela no braço direito.
Antes de ingressar na WWE, Guerrero foi cantora e modelo trabalhando para a New México State University. Ela cantou o hino nacional em eventos da FCW.

## No wrestling
- Movimentos de finalização
  - Gory bomb - adotado de seu primo Chavo Guerrero, Jr.
  - Frog Splash - adotado de e usado como um tributo a seu pai Eddie Guerrero
- Movimentos secundários
  - Three Amigos (Triple rolling vertical suplexs seguido de um pin)[8]
  - Scoop powerslam[7]
  - Drop toe-hold
  - Reverse chinlock
  - Modified camel clutch
  - Schoolgirl roll-up, às vezes agarrando os collants[8][12]
- Manager
  - Vickie Guerrero
- Lutadores de quem foi manager
  - Alexander Rusev
  - Conor O'Brian
  - Kenneth Cameron
  - Tito Colón
- Alcunhas
  - "The 3-Generation Diva"
  - "The Ultra Diva"
  - "Alpha Female"
- Temas de entrada
  - "Let Battle Commence" by Daniel Nielsen (Usado enquanto parte da The Ascension)
  - "Get Up" by Hollywood Music

## Títulos e prêmios
- Florida Championship Wrestling
  - FCW Divas Championship (1 vez)[8]
  - Queen of FCW (1 vez)[8]